# Náströnd

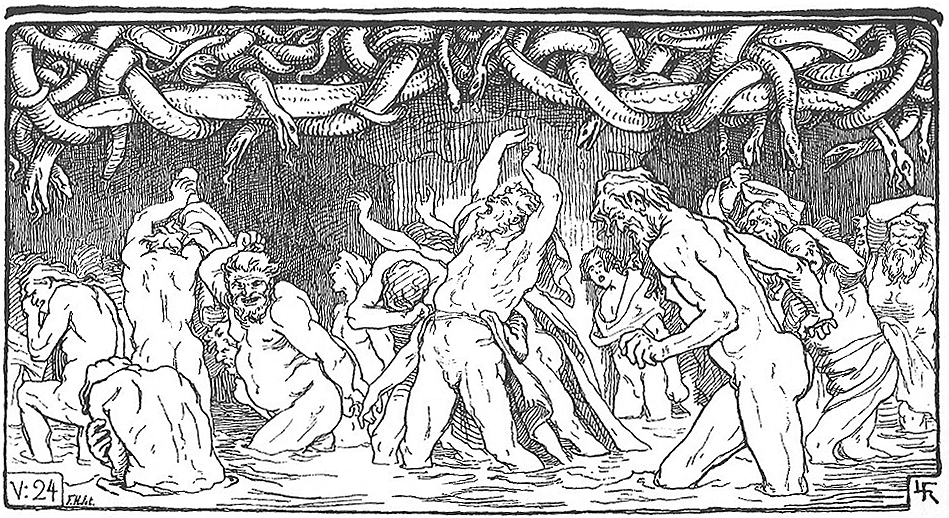
Náströnd wg Lorenza Frølicha (1895)

Náströnd – w mitologii nordyckiej jest pałacem i regionem w Helgardh (Helheim), nazywanym „wybrzeżem umarłych”, jednym z 9 miejsc, w których przebywają złoczyńcy. Znajduje się tam olbrzymi pałac zbudowany ze splątanych węży plujących jadem, który spływa rzekami, w których brodzą krzywoprzysięzcy i mordercy.
W Náströnd przebywa wąż Níðhöggr, który podgryza korzenie drzewa Yggdrasil.